# إدارة الشبكة
إدارة الشبكة (بالإنجليزية: Network management)‏ هي مجموعة من إجراءات إدارة النظام وشبكات الكمبيوتر. تشمل الخدمات التي يقدمها هذا النظام تحليل الأخطاء ونجاعة الأداء وتوفير الشبكات والحفاظ على جودة الخدمة. البرنامج الذي يمكّن مسؤولي الشبكة من أداء وظائفهم يدعى برنامج إدارة الشبكة.